# Вежхоміно
Вежхоміно (пол. Wierzchomino) — село в Польщі, у гміні Бендзіно Кошалінського повіту Західнопоморського воєводства.
Населення — 287 осіб (2011).

## Демографія
Демографічна структура станом на 31 березня 2011 року:
|          | Загалом | Допрацездатний вік | Працездатний вік | Постпрацездатний вік |
| -------- | ------- | ------------------ | ---------------- | -------------------- |
| Чоловіки | 138     | 25                 | 101              | 12                   |
| Жінки    | 149     | 40                 | 93               | 16                   |
| Разом    | 287     | 65                 | 194              | 28                   |